# Scyllarides herklotsii
Scyllarides herklotsii е вид ракообразно от семейство Scyllaridae.

## Разпространение
Видът е разпространен в Ангола, Бенин, Габон, Гамбия, Гана, Гвинея, Гвинея-Бисау, Демократична република Конго, Екваториална Гвинея, Испания (Канарски острови), Кабо Верде, Камерун, Кот д'Ивоар, Либерия, Намибия, Нигерия, Португалия (Азорски острови и Мадейра), Сенегал, Сиера Леоне и Того.